# Hisayuki Mogami
Hisayuki Mogami (最上 壽之, Mogami Hisayuki) est un artiste sculpteur japonais du XXe siècle, né le 3 mars 1936 à Yokosuka dans la préfecture de Kanagawa.

## Biographie
Hisayuki Mogami obtient, en 1960, son diplôme de sculpture de l'université des beaux-arts de Tokyo. Il commence aussitôt à exposer au Salon de l'Association d'art moderne, dont il devient membre en 1962, et où il reçoit le Prix en 1967. Il figure dans des expositions collectives, dont : 
en 1963 au Musée d'art moderne de Tokyo, Nouvelle génération de sculpteurs japonais.
en 1964 au Musée d’art moderne de Kyoto : Tendance de la peinture et de la sculpture japonaises contemporaines.
Il montre également des ensembles de ses œuvres dans des expositions personnelles à Tokyo.